# Sophie Moth
Sophie Amalie Moth (geboren am 16. September 1998) ist eine dänische Handballspielerin.

## Karriere
Sophie Moth spielte zunächst in Dänemark für Gudme HK, Hadsten SK, Skanderborg Håndbold und Holstebro Håndbold. 2022 wechselte sie zum deutschen Erstligisten Borussia Dortmund. 2023 belegte sie mit Dortmund den 3. Platz in der EHF European League. Nach einer Saison kehrte sie 2023 nach Dänemark zurück und steht im Kader von Silkeborg-Voel KFUM.
Moth war Teil der dänischen Jugend-Nationalmannschaft, für die sie insgesamt 18 Länderspiele bestritt.

## Privates
Moth studierte Jura in Aarhus.